# Fragmenty Undolskiego

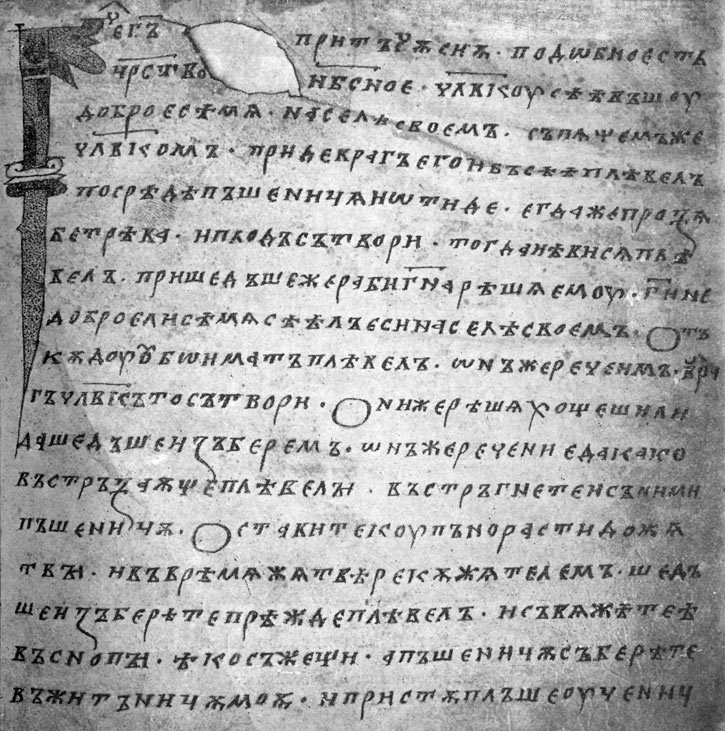
Zdjęcie jednej z kart

Fragmenty Undolskiego – dwie pisane cyrylicą karty z XI wieku, stanowiące fragment niezachowanego staro-cerkiewno-słowiańskiego ewangeliarza. Znajdują się w zbiorach Rosyjskiej Biblioteki Państwowej w Moskwie.
Swoją nazwę zawdzięczają ich pierwszemu właścicielowi, Wukolowi M. Undolskiemu (1816–1864), kolekcjonerowi starych rękopisów. Po raz pierwszy wydane w 1868 roku przez Izmaiła Sriezniewskiego i ponownie w 1904 roku przez Jefima Karskiego. W 1978 roku opublikowane w Bułgarii w zbiorze starosłowiańskich zabytków wraz z opracowaniem naukowym Angeliny Minczewy (Старобългарски кирилски откъслеци, София 1978).
W warstwie językowej charakterystyczne dla zabytku jest przejście ь w ъ (np. своемъ, zam. своемь, коупъно, zam. коупьно, житъницѫ zam. житьницѫ) oraz brak samogłosek prejotowanych (np. моѫ, снѫ, доброе).